# Șimleu Silvaniei
Șimleu Silvaniei (pronunciat en romanès: [ʃimˌle.u silˈvani.ej]; en hongarès: Szilágysomlyó, en alemany: Schomlenmarktt) és una ciutat del comtat de Sălaj, Crișana, Romania amb una població de 16.066 habitants (cens del 2002). Es troba a prop de l'antiga fortalesa de Dacidava. La ciutat administra tres pobles: Bic (Bükk), Cehei (Somlyócsehi) i Pusta (Csehipuszta).

## Història

### Temps antics

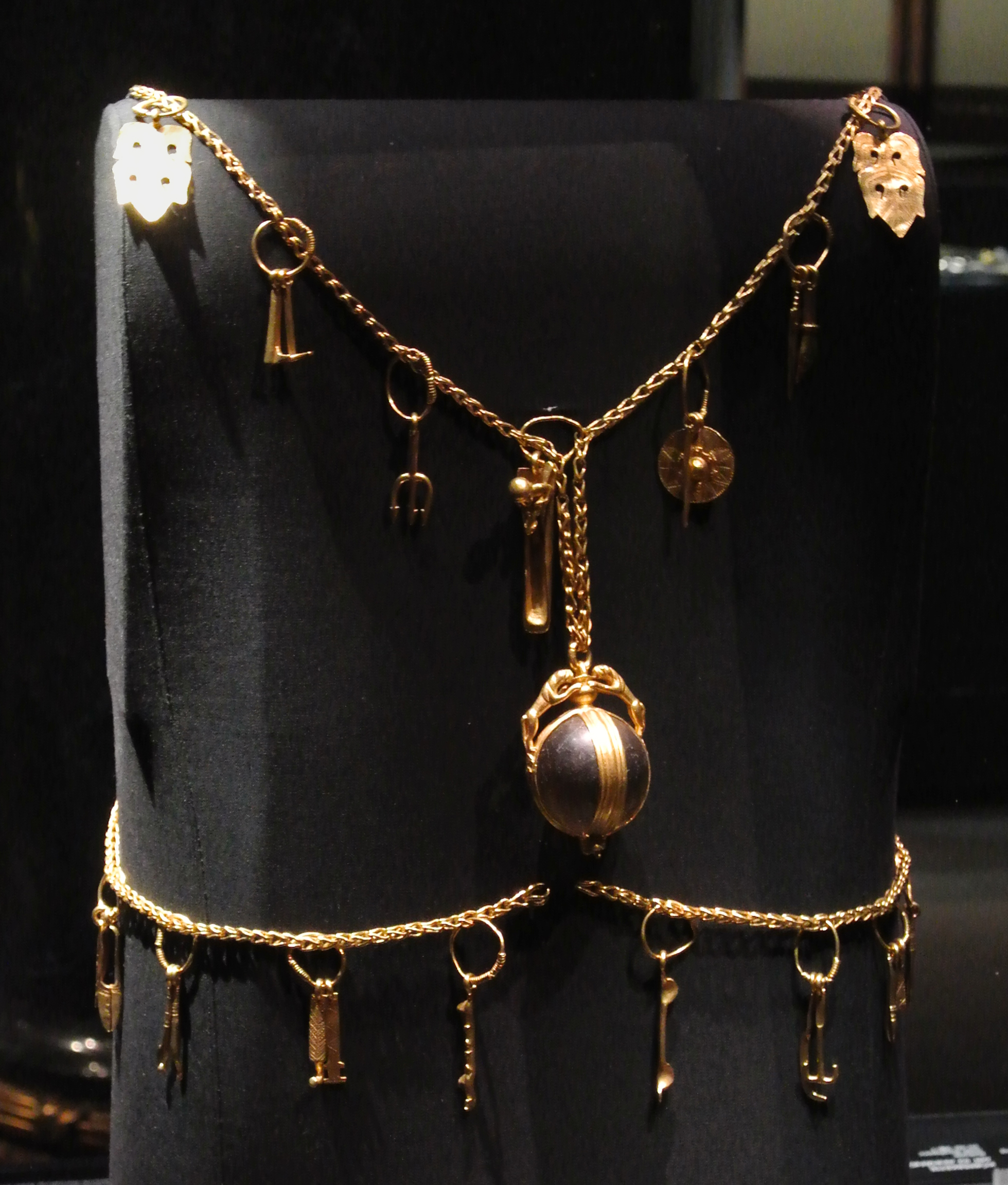
Collaret d'or gepid amb 52 penjolls descoberts a Șimleu, ara exposat al Kunsthistorisches Museum, Viena

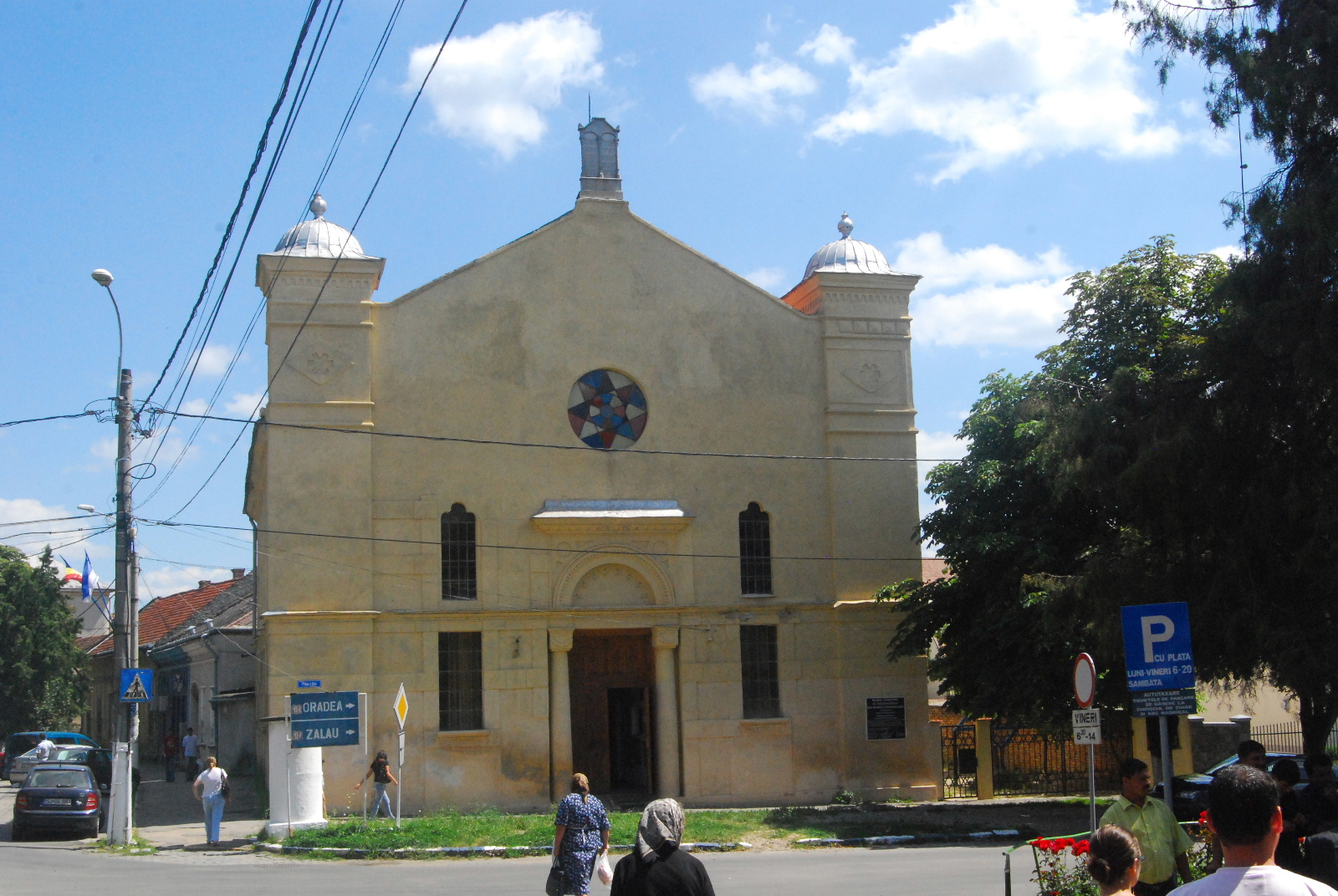
Museu commemoratiu de l'holocaust del nord de Transsilvània

Abans de la conquesta romana de Dàcia, Șimleu era un centre polític, social i administratiu daci, d'alta importància. Set fortaleses dacies, algunes amb assentaments associats, es van disposar en forma d'arc al voltant dels turons de Șimleu. Tenien un paper estratègic en la supervisió del comerç al llarg de la carretera de la sal que provenia de zones al voltant de Napoca, Potaissa i el modern Dej, i es dirigien a Panònia.
El centre d'una primitiva Gepidia, a les planes al nord-oest de les muntanyes de Meseș, sembla que s'ha situat al voltant de Șimleu Silvaniei, on s'han desenterrat objectes preciosos de principis del segle V de procedència romana.

### Edat mitjana

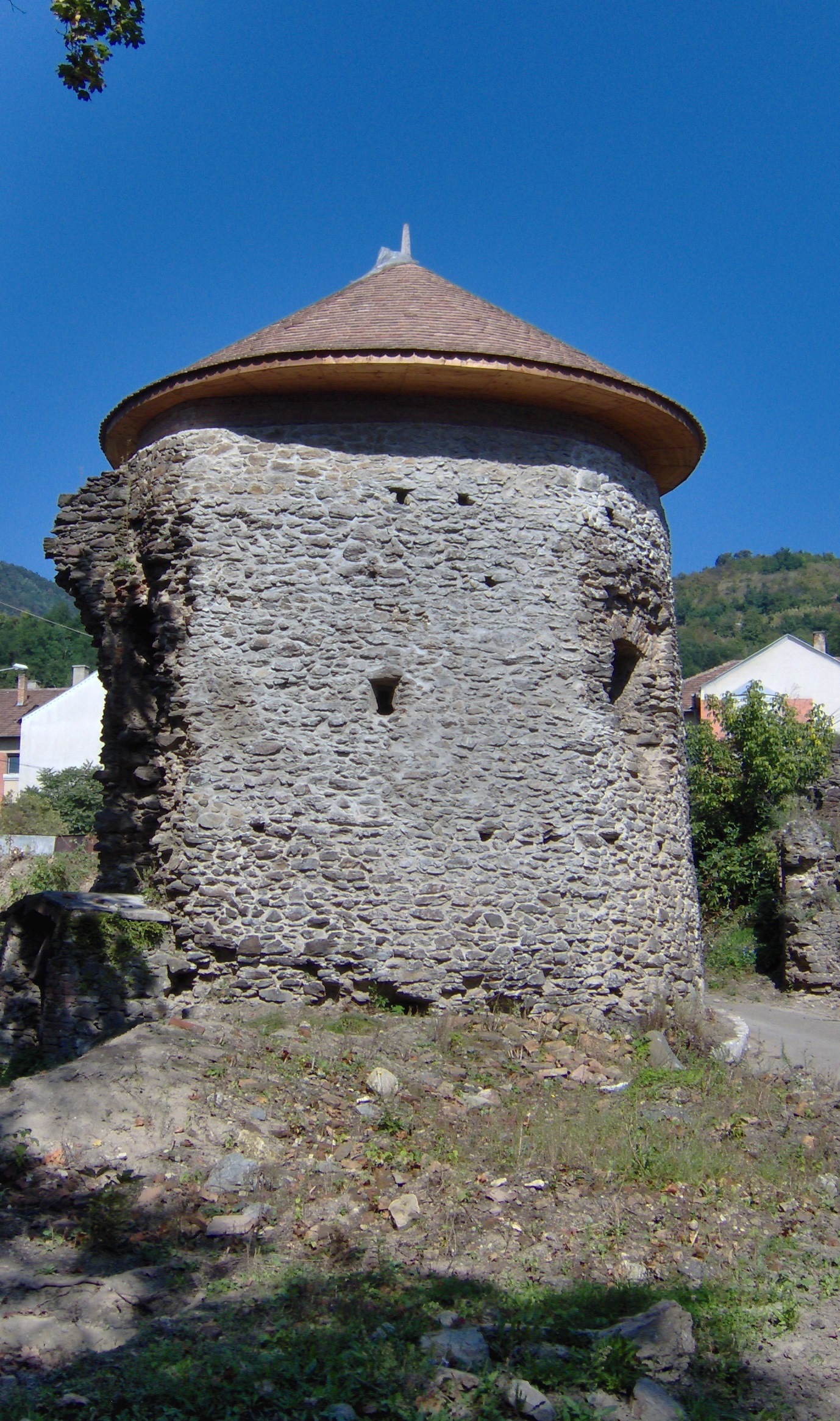
Fort Șimleu Silvaniei construït per la família Báthory

El 1258 fou esmentat com a Wathasomlyowa. El nom significa "la muntanya de Wata"; el nom de Wata és d'origen turc antic, mentre que somlyowa és una paraula hongaresa arcaica per a muntanya (costat).
La ciutat pertanyia a la família Báthory, el castell ancestral del qual es trobava aquí. El castell va ser construït per Miklós, voivoda de Transsilvània a principis del segle xiii i es va esmentar per primera vegada el 1319. Després que la família Báthory construís una mansió a la ciutat el 1592, el castell va quedar desert i avui es troba en ruïnes.
L'església catòlica va ser construïda el 1534 pel voivoda de Transsilvània Báthory István i la seva dona Telegdy Katalin amb motiu del naixement del seu fill. L'estàtua de la Santíssima Trinitat es va construir el 1772. L'església reformada va ser reconstruïda entre 1729 i 1736. La sinagoga es va construir el 1876.
La mansió fou ocupada per Giorgio Basta de Zsigmond Báthory el 1600. Va ser ocupada pels otomans el 1660 i va formar part de Varat Eyalet fins al 1692. El 1703 fou ocupada per Kurucs.
Del 1876 al 1920, Șimleu Silvaniei va formar part del comtat de Szilágy del Regne d'Hongria.
El vicariat greco-catòlic de Șimleu Silvaniei es va formar el 1910 i el 1817 el vicariat va obrir la seva pròpia escola. George Tatu (1810-1824), Georgiu Abraham (1824-1828), Isidor Alpini (1828-1835), Alexandru Sterca-Șuluțiu (1836-1850), Demetriu Coroianu (1850-1873), Alimpiu Barboloviciu (1873-1914), Alexandru Ghetie (1914-1922), Emil Bran (1926-1932), Petru Cupcea (1932-1940), Cornel Darabant (1940-1945), Gheorghe Țurcaș (2004-2009) van ser vicaris de Șimleu Silvaniei. L'antiga església greco-catòlica va ser destruïda per una tempesta el 1866. L'església de Notre Dame es va construir entre 1871 i 1873.
El 1919 es va fundar aquí el col·legi Simion Bărnutiu Național, el primer institut de llengua romanesa del comtat de Sălaj, i actualment la ciutat alberga tres instituts.
El 1940, Șimleu Silvaniei, juntament amb la resta del nord de Transsilvània, es va lliurar a Hongria mitjançant el Segon Premi de Viena imposat per l'Alemanya nazi i la Itàlia feixista; Romania va recuperar la zona el 1944.
Des del 1997, dins del monestir de Bic, hi ha l'església de fusta de Stâna; construït el 1778 és de planta rectangular amb nau.

## Holocaust
El gueto Cehei operava a la zona administrativa de la ciutat. El gueto va ser un dels guetos de l'època nazi per als jueus europeus durant la Segona Guerra Mundial. Va estar actiu la primavera de 1944, després de l'operació Margarethe. Les deportacions de Cehei van tenir lloc en tres transports: el 31 de maig (3.106), el 3 de juny (3.161) i el 6 de juny (1.584), amb un total de 7.851 jueus enviats a Auschwitz. Uns 1.200 jueus sălaj van sobreviure a l'Holocaust, però més tard van emigrar de Romania, de manera que cap a la dècada de 2000, menys de cinquanta jueus van romandre al comtat.

## Població
Segons el cens de 1910, de 6885 habitants, 6030 eren hongaresos (87,58%) i 759 eren romanesos (11,02%).
Segons el darrer cens del 2011 hi havia 13.200 persones vivint a la ciutat.
D'aquesta població, el 66,77% són d'ètnia romanesa, mentre que el 22,87% són d'ètnia hongaresa, el 9,82% d'ètnia romaní i el 0,51% d'altres ètnies.

## Flora i fauna
La reserva natural de l'estany Cehei és una zona protegida amb fauna i vegetació aquàtica dins de l'àrea administrativa de la ciutat.

## Llocs d'interès per veure
- Estany Cehei (18,20 ha)
- Ruïnes del castell
- Mansió Báthory (segle xvi)
- Església catòlica romana (1532)
- Museu commemoratiu de l'holocaust del nord de Transsilvània
- Església de fusta, Cehei

## Fills il·lustres
- Liviu Antal
- Andreu Báthory
- Cristòfol Báthory
- Sophia Báthory
- Esteve Báthory
- György Bölöni
- Zoltan Farmati
- Elly Gross
- Gisella Grosz
- Miklós Nyiszli
- Joe Pasternak

## Relacions Internacionals

### Pobles bessons: ciutats germanes
Șimleu Silvaniei està agermanada amb les ciutats:
| - Nyírbátor, Hongria - Szarvas, Hongria |

## Galeria

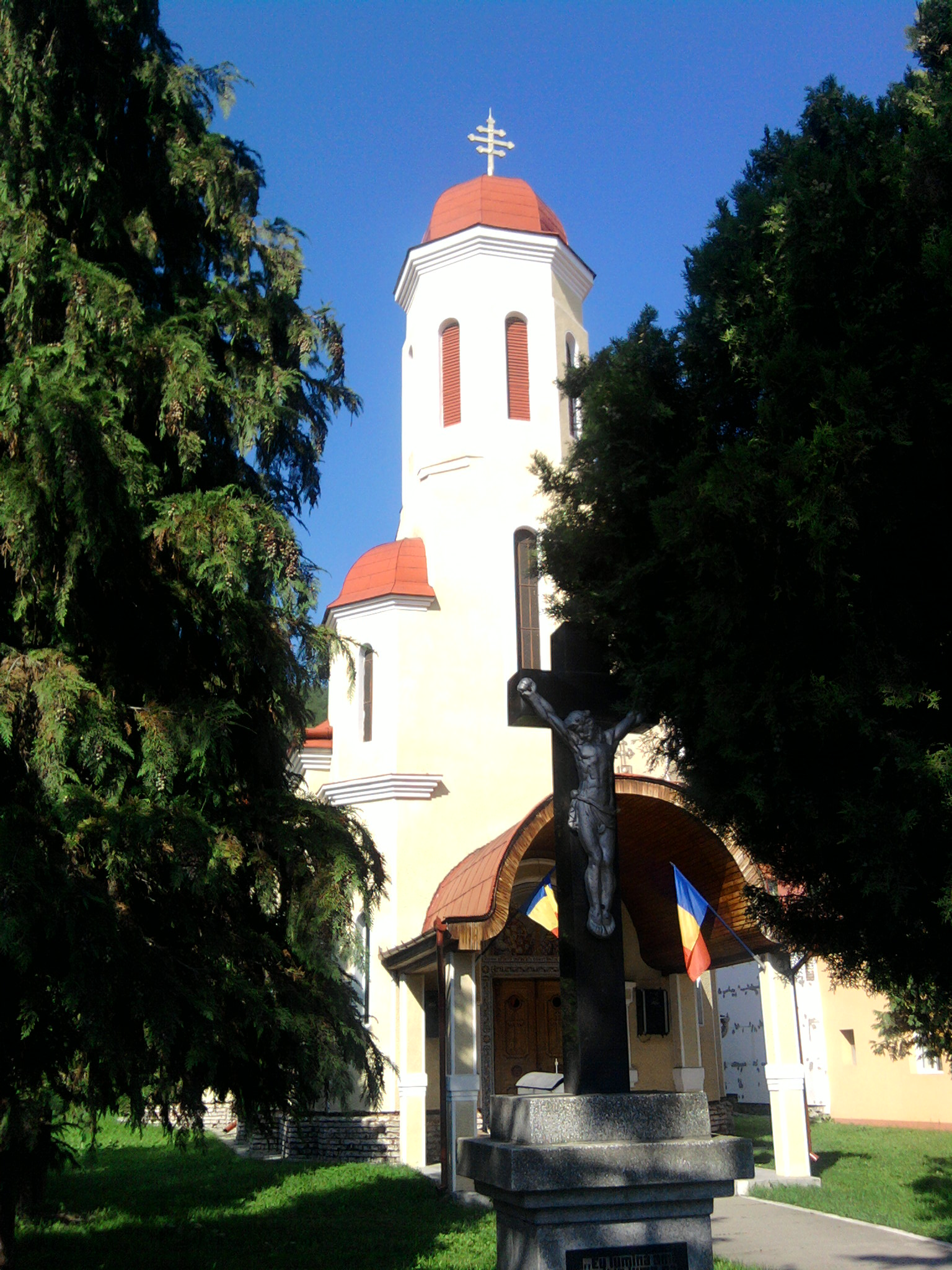
Església Catòlica Greca
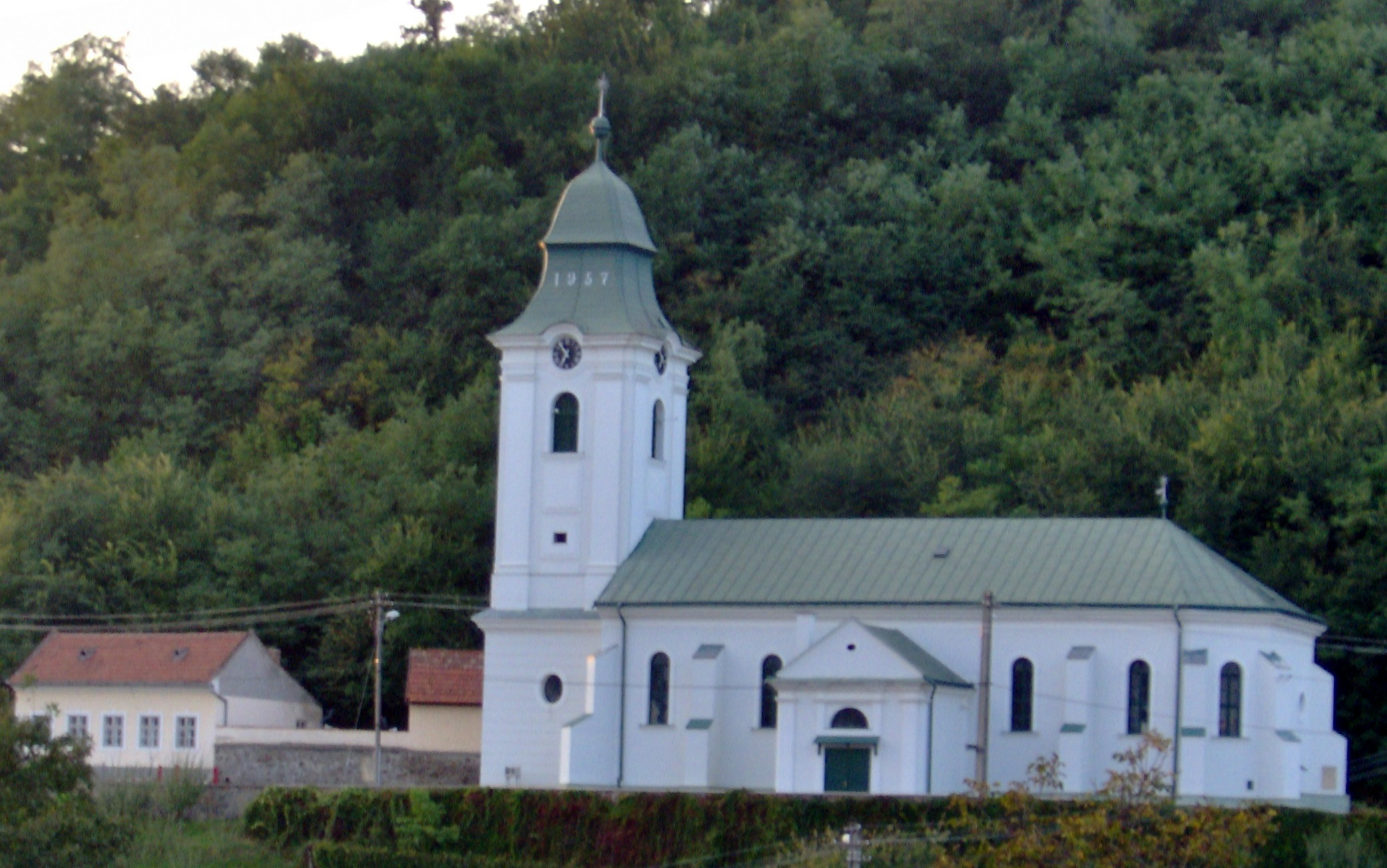
Església reformada
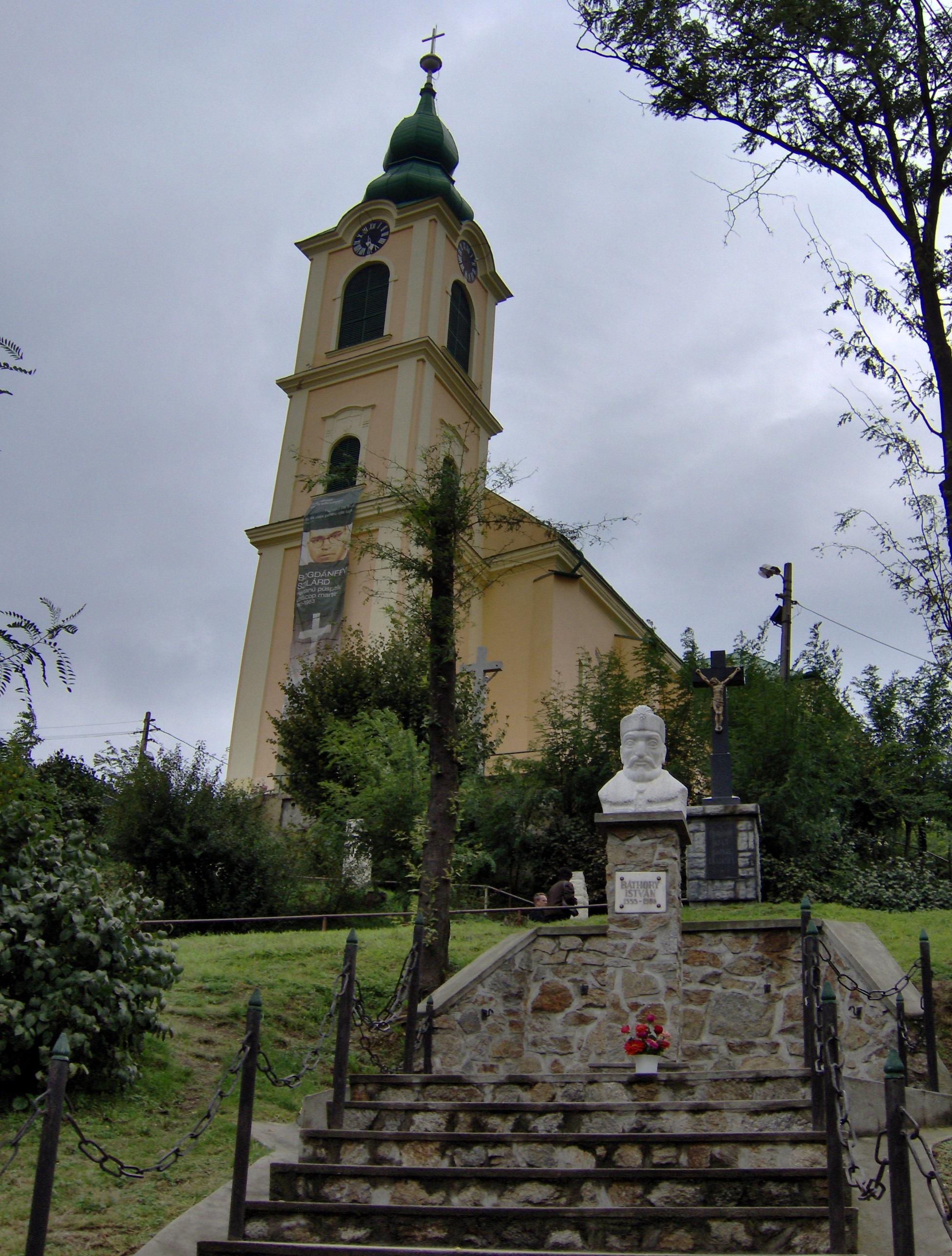
Església Catòlica Romana
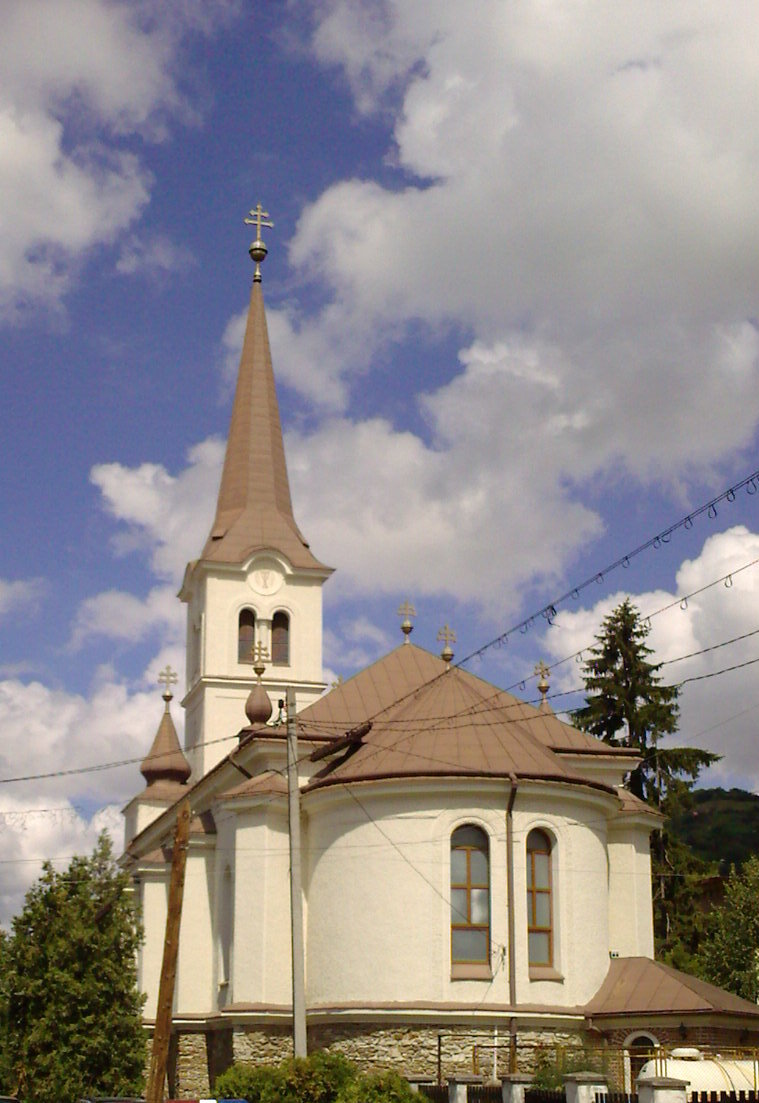
Església Ortodoxa
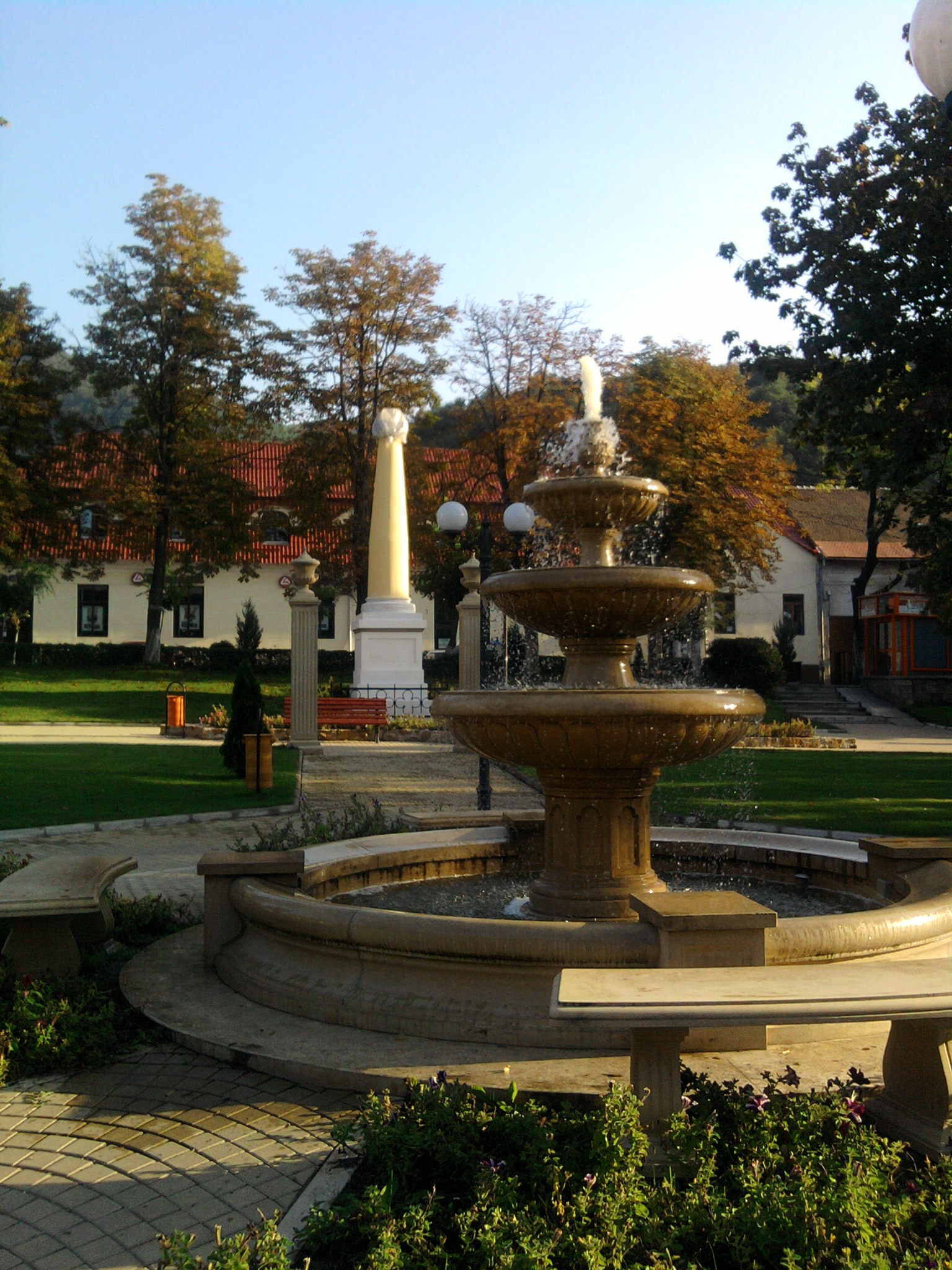
Parc Central
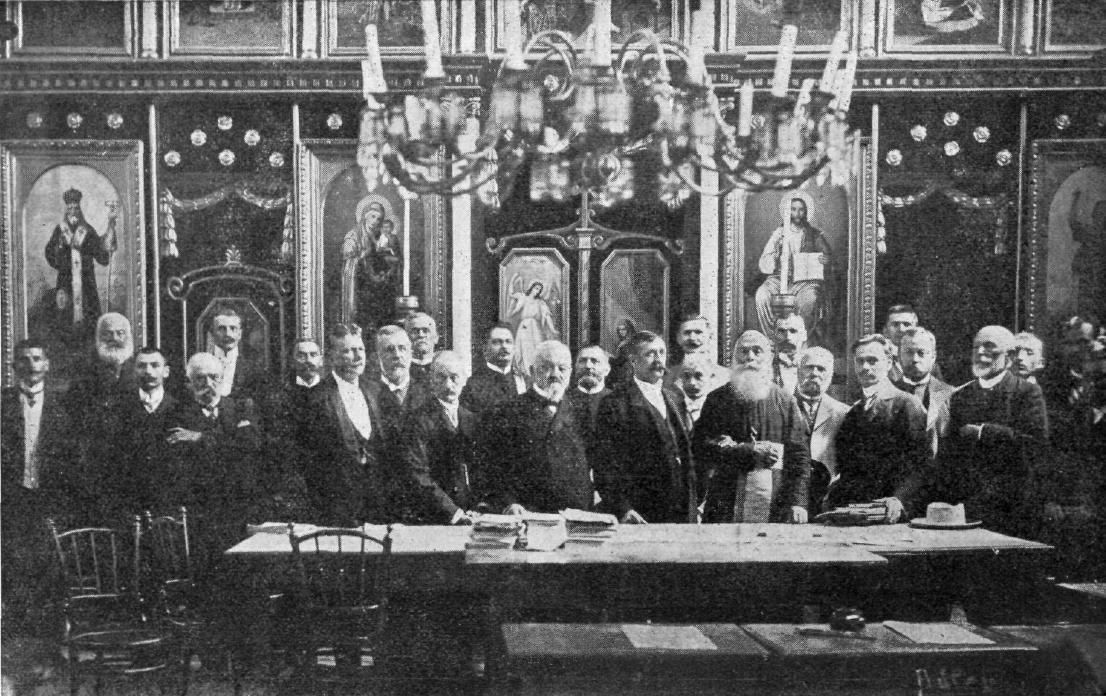
Quadre de grup ASTRA a l'església de Notre Dame, Șimleu Silvaniei, agost de 1908